# Edward Selzer
Pour les articles homonymes, voir Selzer.
Edward Selzer est un producteur américain né le 12 janvier 1893 à New York (États-Unis), mort le 22 février 1970. Il fut producteur de la société de dessins animés Warner Bros. Cartoons de 1944 à 1960.

## Biographie
Jack Warner nomma Seltzer à la tête du studio après l'avoir racheté à Leon Schlesinger en 1944. Contrairement à son prédécesseur, il ne voulait pas faire figurer son nom dans la liste des crédits du générique. Beaucoup de ce que l'on sait de lui provient de l'autobiographie de Chuck Jones intitulée Chuck Jones, ou, L'autobiographie débridée du créateur du Bip-Bip, du coyote et leurs amis. Jones y décrit Selzer comme un individu agaçant n'ayant aucun attrait ni sentiment pour les dessins animés.
Malgré son indifférence envers l'animation, Selzer s'est querellé à de nombreuses reprises avec les scénaristes et les dessinateurs.
Friz Freleng a d'ailleurs failli démissionner après s'être disputé avec Selzer, qui pensait que faire se rencontrer Titi et Grosminet n'était pas une bonne idée. Après s'être excusé, Selzer produisit Tweetie Pie, le tout premier dessin animé où l'on peut voir Titi et Grosminet réunis. Ce court métrage remporta d'ailleurs l'Oscar du meilleur court-métrage d'animation en 1947. Titi et Grosminet furent alors parmi les duos les plus attachants des dessins animés Warner bros.
Après avoir vu la première du personnage Taz en 1954 dans le court-métrage Devil May Hare, il interdit à Robert McKimson de créer d'autres dessins animés de ce personnage qu'il trouvait grotesque. Il changea d'avis quand Jack Warner lui révéla que c'était un succès considérable auprès des spectateurs.
Malgré tout cela, Chuck Jones appréciait rétrospectivement les interférences de Selzer car cela donnait à l'équipe de création des limites à repousser. Par exemple, c'est à la suite d'une déclaration de Seltzer qui disait que les chameaux n'étaient pas drôles, que Friz Freleng créa en 1955 Sahara Hare dans lequel Sam le pirate lutte pour contrôler  un chameau un peu bête. De même, Chuck Jones et Michael Maltese ont créé le court-métrage Bully for Bugs à la suite d'une déclaration de Seltzer qui disait que la corrida n'avait rien de comique.
La seule fierté qu'il semblait arborer fut la notoriété qu'il eut avec les personnages des Looney Toons. Même s'il déclara qu'il n'y avait rien de drôle chez une mouffette qui parlait français, il accepta fièrement l'Oscar du meilleur court-métrage d'animation en 1949 avec For Scent-imental Reasons, un dessin animé avec Pépé le putois.
La citation qui résume le plus Selzer est peut-être celle de sa réaction à la vue d'une équipe de dessinateurs riant devant un scénarimage : il entra dans la salle et leur demanda: « pourquoi bon dieu riez vous comme cela, alors que vous créez des dessins animés ? »
Eddie Selzer mourut en 1970 à l'âge de 77 ans. À sa mort, les cinq oscars qu'il reçut pour ses courts-métrages furent distribués parmi les équipes, dessinateurs, scénariste, doubleurs... Celui de 1957, par exemple pour Birds Anonymous, fut donné à Mel Blanc, le doubleur.

## Filmographie
- 1945 : Les oiseaux se mâchent pour nourrir (Life with Feathers) de Friz Freleng
- 1945 : Empaillé ? Moi jamais ! (Hare Conditioned) de Chuck Jones
- 1945 : Une bouffée de fraîcheur (Fresh Airedale) de Chuck Jones
- 1945 : Le Vautour timide (The Bashful Buzzard) de Bob Clampett
- 1945 : Peck Up Your Troubles de Friz Freleng
- 1945 : Un animal trop familier (Nasty Quacks) de Frank Tashlin
- 1946 : Revue littéraire (Book Revue) de Bob Clampett
- 1946 : Baseball Bugs
- 1946 : Holiday for Shoestrings
- 1946 : Quentin Quail
- 1946 : Daffy Doodles
- 1946 : Hollywood Canine Canteen
- 1946 : Hush My Mouse
- 1946 : Hair-Raising Hare
- 1946 : Kitty Kornered
- 1946 : Hollywood Daffy
- 1946 : Acrobatty Bunny
- 1946 : The Eager Beaver
- 1946 : The Great Piggy Bank Robbery
- 1946 : Bacall to Arms
- 1946 : Of Thee I Sting
- 1946 : Walky Talky Hawky
- 1946 : Racketeer Rabbit
- 1946 : Fair and Worm-er
- 1946 : The Mouse Merized Cat
- 1946 : Roughly Squeaking
- 1947 : The Goofy Gophers
- 1947 : One Meat Brawl
- 1947 : The Gay Anties
- 1947 : Birth of a Notion
- 1947 : Tweetie Pie
- 1947 : Rabbit Transit
- 1947 : Hobo Bobo
- 1947 : A Hare Grows In Manhattan
- 1947 : Along Came Daffy
- 1947 : Inki at the Circus
- 1947 : Easter Yeggs
- 1947 : Crowing Pains
- 1947 : A Pest in the House
- 1947 : The Foxy Duckling
- 1947 : Doggone Cats
- 1947 : Slick Hare
- 1947 : Mexican Joyride
- 1947 : Catch as Cats Can
- 1948 : Mouse Wreckers
- 1948 : What Makes Daffy Duck
- 1948 : What's Brewin', Bruin?
- 1948 : Daffy Duck Slept Here
- 1948 : Back Alley Oproar
- 1948 : I Taw a Putty Tat
- 1948 : Hop, Look and Listen
- 1948 : Nothing But the Tooth
- 1948 : Buccaneer Bunny
- 1948 : Bone Sweet Bone
- 1948 : The Rattled Rooster
- 1948 : The Up-Standing Sitter
- 1948 : The Shell Shocked Egg
- 1948 : You Were Never Duckier
- 1948 : Dough Ray Me-ow
- 1948 : Hot Cross Bunny
- 1948 : The Pest That Came to Dinner
- 1948 : Hare Splitter
- 1948 : Odor of the Day
- 1948 : The Foghorn Leghorn
- 1948 : A-Lad-In His Lamp
- 1948 : Daffy Dilly
- 1948 : Kit for Cat
- 1948 : The Stupor Salesman
- 1948 : Riff Raffy Daffy
- 1948 : A Horsefly Fleas
- 1948 : Two Gophers from Texas
- 1948 : A Hick a Slick and a Chick
- 1949 : Wise Quackers
- 1949 : So Much for So Little
- 1949 : Holiday for Drumsticks
- 1949 : Awful Orphan
- 1949 : Porky Chops
- 1949 : Paying the Piper
- 1949 : Daffy Duck Hunt
- 1949 : High Diving Hare
- 1949 : The Bee-Deviled Bruin
- 1949 : Curtain Razor
- 1949 : Mouse Mazurka
- 1949 : Henhouse Henery
- 1949 : Bad Ol' Putty Tat
- 1949 : Often an Orphan
- 1949 : Dough for the Do-Do
- 1949 : Fast and Furry-ous
- 1949 : Each Dawn I Crow
- 1949 : Swallow the Leader
- 1949 : Bye, Bye Bluebeard
- 1949 : For Scent-imental Reasons
- 1949 : Hippety Hopper
- 1949 : Bear Feat
- 1949 : A Ham in a Role
- 1950 : Home Tweet Home
- 1950 : Boobs in the Woods
- 1950 : The Lion's Busy
- 1950 : Strife with Father
- 1950 : The Hypo-Chondri-Cat
- 1950 : The Leghorn Blows at Midnight
- 1950 : His Bitter Half
- 1950 : An Egg Scramble
- 1950 : All a Bir-r-r-d
- 1950 : It's Hummer Time
- 1950 : Golden Yeggs
- 1950 : Dog Gone South
- 1950 : A Fractured Leghorn
- 1950 : Canary Row
- 1950 : Stooge for a Mouse
- 1950 : Pop 'im Pop!
- 1950 : Caveman Inki
- 1950 : Two's a Crowd
- 1951 : Hare We Go
- 1951 : A Fox in a Fix
- 1951 : Canned Feud
- 1951 : Putty Tat Trouble
- 1951 : Corn Plastered
- 1951 : Scent-imental Romeo
- 1951 : A Hound for Trouble
- 1951 : A Bone for a Bone
- 1951 : Early to Bet
- 1951 : Room and Bird
- 1951 : Leghorn Swoggled
- 1951 : Cheese Chasers
- 1951 : Lovelorn Leghorn
- 1951 : Tweety's S.O.S.
- 1951 : A Bear for Punishment
- 1951 : Sleepy Time Possum
- 1951 : Dog Collared
- 1951 : Tweet Tweet Tweety
- 1951 : The Prize Pest
- 1952 : Who's Kitten Who?
- 1952 : Feed the Kitty
- 1952 : Gift Wrapped
- 1952 : Foxy by Proxy
- 1952 : Thumb Fun
- 1952 : Little Beau Pepé
- 1952 : Kiddin' the Kitten
- 1952 : Little Red Rodent Hood
- 1952 : Sock a Doodle Do
- 1952 : Beep, Beep
- 1952 : Ain't She Tweet
- 1952 : The Turn-Tale Wolf
- 1952 : Cracked Quack
- 1952 : Hoppy-Go-Lucky
- 1952 : Going! Going! Gosh!
- 1952 : A Bird in a Guilty Cage
- 1952 : Tree for Two
- 1952 : The EGGcited Rooster
- 1952 : The Super Snooper
- 1952 : Terrier-Stricken
- 1952 : Fool Coverage
- 1953 : Don't Give Up the Sheep
- 1953 : Snow Business
- 1953 : A Mouse Divided
- 1953 : Forward March Hare
- 1953 : Kiss Me Cat
- 1953 : Farce au canard (Duck Amuck)
- 1953 : Upswept Hare
- 1953 : A Peck o' Trouble
- 1953 : Fowl Weather
- 1953 : Muscle Tussle
- 1953 : Southern Fried Rabbit
- 1953 : Ant Pasted
- 1953 : Much Ado About Nutting
- 1953 : There Auto Be a Law
- 1953 : Hare Trimmed
- 1953 : Tom Tom Tomcat
- 1953 : Wild Over You
- 1953 : Daffy Dodgers au XXIVe siècle et des poussières (Duck Dodgers in the 24½th Century)
- 1953 : Bully for Bugs
- 1953 : Plop Goes the Weasel
- 1953 : Cat-Tails for Two
- 1953 : A Street Cat Named Sylvester
- 1953 : Zipping Along
- 1953 : Duck! Rabbit, Duck!
- 1953 : Easy Peckin's
- 1953 : Catty Cornered
- 1953 : Of Rice and Hen
- 1953 : Cats A-Weigh!
- 1953 : Robot Rabbit
- 1953 : Punch Trunk
- 1954 : Sandy Claws
- 1954 : Dog Pounded
- 1954 : I Gopher You
- 1954 : Feline Frame-Up
- 1954 : Captain Hareblower
- 1954 : Wild Wife
- 1954 : No Barking
- 1954 : Bugs and Thugs
- 1954 : The Cats Bah
- 1954 : Design for Leaving
- 1954 : Bell Hoppy
- 1954 : No Parking Hare
- 1954 : Dr. Jerkyl's Hide
- 1954 : Claws for Alarm
- 1954 : Little Boy Boo
- 1954 : Muzzle Tough
- 1954 : The Oily American
- 1954 : Satan's Waitin'
- 1954 : Stop! Look! and Hasten!
- 1954 : Gone Batty
- 1954 : Mon gros bébé (Goo Goo Goliath)
- 1954 : By Word of Mouse
- 1954 : Quack Shot
- 1954 : Lumber Jack Rabbit
- 1954 : Le Vendeur masqué (My Little Duckaroo)
- 1954 : Sheep Ahoy
- 1954 : Baby Buggy Bunny
- 1955 : Pizzicato Pussycat
- 1955 : A Hitch in Time
- 1955 : Feather Dusted
- 1955 : Pests for Guests
- 1955 : All Fowled Up
- 1955 : Stork Naked
- 1955 : Lighthouse Mouse
- 1955 : Sahara Hare
- 1955 : The Hole Idea
- 1955 : Ready.. Set.. Zoom!
- 1955 : Hare Brush
- 1955 : Past Perfumance
- 1955 : Tweety's Circus
- 1955 : Rabbit Rampage
- 1955 : Lumber Jerks
- 1955 : This Is a Life?
- 1955 : Double or Mutton
- 1955 : Jumpin' Jupiter
- 1955 : A Kiddies Kitty
- 1955 : Hyde and Hare
- 1955 : Tel est pris qui croyait prendre (Dime to Retire)
- 1955 : Speedy Gonzales
- 1955 : Knight-Mare Hare
- 1955 : Two Scent's Worth
- 1955 : Red Riding Hoodwinked
- 1955 : Roman Legion-Hare
- 1955 : Heir-Conditioned
- 1955 : Guided Muscle
- 1955 : Pappy's Puppy
- 1955 : One Froggy Evening
- 1956 : 90 Day Wondering
- 1956 : Bugs' Bonnets
- 1956 : Too Hop to Handle
- 1956 : Weasel Stop
- 1956 : The High and the Flighty
- 1956 : Broom-Stick Bunny
- 1956 : Rocket Squad
- 1956 : Tweet and Sour
- 1956 : Heaven Scent
- 1956 : Mixed Master
- 1956 : Rabbitson Crusoe
- 1956 : Gee Whiz-z-z-z-z-z-z
- 1956 : Tree Cornered Tweety
- 1956 : The Unexpected Pest
- 1956 : Napoleon Bunny-Part
- 1956 : Tugboat Granny
- 1956 : Stupor Duck
- 1956 : Barbary-Coast Bunny
- 1956 : Rocket-bye Baby
- 1956 : Half-Fare Hare
- 1956 : Raw! Raw! Rooster!
- 1956 : The Slap-Hoppy Mouse
- 1956 : A Star Is Bored
- 1956 : Élémentaire, mon cher (Deduce, You Say)
- 1956 : Yankee Dood It
- 1956 : Wideo Wabbit
- 1956 : There They Go-Go-Go!
- 1956 : Two Crows from Tacos
- 1956 : The Honey-Mousers
- 1956 : To Hare Is Human
- 1957 : Three Little Bops
- 1957 : Tweet Zoo
- 1957 : Scrambled Aches
- 1957 : Go Fly a Kit
- 1957 : Cheese It, the Cat!
- 1957 : Steal Wool
- 1957 : Boston Quackie
- 1957 : Birds Anonymous
- 1957 : Greedy for Tweety
- 1957 : Touché and Go

## Récompenses et nominations

### Nominations
- 1946: Oscar du meilleur court-métrage d'animation pour Life with Feathers
- 1947: Oscar du meilleur court-métrage d'animation pour Walky Talky Hawky
- 1949: Oscar du meilleur court-métrage d'animation pour Mouse Wreckers
- 1955: Oscar du meilleur court-métrage d'animation pour Sandy Claws
- 1958: Oscar du meilleur court-métrage d'animation pour Tabasco Road